# Sinđelići
Sinđelići (v srbské cyrilici Синђелићи) je srbský televizní komediální seriál, v Srbsku vysílaný od 14. října 2013 do 12. července 2019. Jedná se o adaptaci seriálu Los Serrano.

## Děj
Seriál pojednává o Lile a Sretenovi, kteří se ožení a začnou žít s dětmi z prvních manželství. Lila má dvě dcery a Sreten má tři syny. Jenomže vše nejde podle plánů. Rodinu Sinđelićových tvoří Sreten, jeho bratři Jezdimir „Jezda“ a Momčilo (série 2), Sretenovi synové Metodije, Gojko a Kolja. Po smrti své první manželky se Sreten oženil se svou přítelkyní Lilou. Ta má dcery Evu a Terezu, matku Kseniju a tetu Lidiju (série 2). Sretenův nejlepší přítel se jmenuje Fedor „Feki“ Ristić a nejlepší přítel Lily je Nikolina „Niki“ Ristić, což je Fedorova manželka.

## Obsazení
| Herec                                                                   | Postava                   |
| ----------------------------------------------------------------------- | ------------------------- |
| Voja Brajović                                                           | Sreten Sinđelić           |
| Vanessa Radman (S1 E1) Snežana Bogdanović (S1 E2-S3) Branka Pujić (S4-) | Dobrila Sinđelić          |
| Boris Komnenić                                                          | Jezdimir „Jezda“ Sinđelić |
| Milena Dravić                                                           | Ksenija                   |
| Goran Radaković                                                         | Fedor „Feki“ Ristić       |
| Branko Cvejić                                                           | Momčilo Sinđelić          |
| Milica Mihajlović                                                       | Nikolina Ristić           |
| Vučić Perović                                                           | Metodije „Metod“ Sinđelić |
| Brankica Sebastijanović                                                 | Eva Stoimenov             |
| Miloš Klanšček                                                          | Gojko Sinđelić            |
| Jelena Kosara                                                           | Tereza Stoimenov          |
| Nemanja Pavlović                                                        | Kolja Sinđelić            |
| Svetlana Bojković                                                       | Lidija                    |